# Dallas (seriál, 2012)
Dallas je americká televizní mýdlová opera z let 2012–2014. Je pokračováním stejnojmenného seriálu, který vysílala americká stanice CBS v letech 1978–1991. Nenavazuje však na TV filmy Dallas: J. R. se vrací (1996) a Dallas: Válka Ewingů (1998). V seriálu vystupují i někteří herci/postavy z původního seriálu. Zaměřuje se především na Johna Rosse Ewinga a Christophera Ewinga, dospělé syny bratrů J. R. Ewinga a Bobbyho Ewinga, a jejich vztah s jejich otci.
V USA byl seriál vysílán na stanici TNT, sesterské společnosti Warner Bros. Television, která vlastní původní seriál od zakoupení od Lorimar Productions (výrobní společnosti původního seriálu) v roce 1989. Dne 8. července 2011 po zhlédnutí pilotní epizody dal kanál TNT zelenou pro výrobu první série, která obsahuje 10 epizod a měla premiéru 13. června 2012 v USA.
Dne 29. června 2012 obnovil kanál TNT seriál pro druhou sérii s 15 epizodami, s premiérou 28. ledna 2013.
Dne 3. ledna 2013 uvedla seriál v Česku TV Nova.
Dne 23. listopadu 2012 Larry Hagman (hrál J. R. Ewinga) zemřel na rakovinu hrdla. Dne 11. prosince 2012 oznámili producenti, že pohřeb J. R. Ewinga proběhne ve druhé sérii.

## Děj
Seriál se opět točí kolem členů bohaté rodiny Ewingových, žijících na ranči Southfork poblíž texaského města Dallasu. Tentokrát se děj více soustředí na syny původních hrdinů Johna Rosse Ewinga III (syn J. R.) a Christophera Ewinga (adoptivní syn Bobbyho). Oba jsou povahově velmi podobní svým otcům – John Ross je posedlý naftou a penězi a stejně jako J. R. je schopen všeho, aby dosáhl svého cíle, Christopher si naopak bere za vzor slušného a zásadového Bobbyho, má větší zájem o rodinný ranč a zabývá se zdroji alternativní energie.
V novém seriálu se znovu objevují v hlavních rolích i původní hlavní postavy: bratři Bobby a J. R. Ewingovi a Sue Ellen (bývalá manželka J. R.). Mezi nové tváře patří Bobbyho třetí žena Ann, Christopherova novomanželka Rebecca Sutterová a Elena Ramosová, dcera bývalého kuchaře Ewingových, do níž jsou John Ross i Christopher zamilovaní.

## Obsazení

### Hlavní postavy
| Josh Henderson   | John Ross Ewing III                                  |
| Jesse Metcalfe   | Christopher Ewing                                    |
| Jordana Brewster | Elena Ramos                                          |
| Julie Gonzalo    | Rebecca Barnes                                       |
| Brenda Strong    | Ann Ewing                                            |
| Emma Bell        | Emma Brown (2. řada)                                 |
| Mitch Pileggi    | Harris Ryland (vedlejší v 1. řadě, v 2. řadě hlavní) |
| Kuno Becker      | Andres Ramos (2. řada)                               |
| Patrick Duffy    | Bobby Ewing                                          |
| Linda Gray       | Sue Ellen Ewing                                      |
| Larry Hagman     | J. R. Ewing (1.-2. řada)                             |

### Vedlejší postavy
| Carlos Bernard  | Vicente Cano (1. řada, 5 epizod)       |
| Brett Brock     | Clyde Marshall (1. řada, 2 epizody)    |
| Richard Dillard | Mitch Lobell (1. řada, 4 epizody)      |
| Akai Draco      | Sheriff Derrick (1. řada, 2 epizody)   |
| Marlene Forte   | Carmen Ramos (1. řada, 6 epizod)       |
| Callard Harris  | Tommy Sutter (1. řada, 9 epizod)       |
| Steve Kanaly    | Ray Krebbs (1. řada, 2 epizody)        |
| Ken Kercheval   | Cliff Barnes (1. řada, 3 epizody)      |
| John McIntosh   | Dr. Bennett (1. řada, 3 epizody)       |
| Glenn Morshower | Lou Rosen (1. řada, 5 epizod)          |
| Kevin Page      | Bum (1. řada, 7 epizod)                |
| Faran Tahir     | Frank Ashkani (1. řada, 4 epizody)     |
| Charlene Tilton | Lucy Ewing Cooper (1. řada, 3 epizody) |
| Leonor Varela   | Marta Del Sol (1. řada, 7 epizod)      |
| Judith Light    | Judith Ryland                          |
| Joan Van Ark    | Valene Ewing                           |
| Ted Shackelford | Gary Ewing                             |

## Vysílání
| Řada | Díly | Premiéra v USA  | Premiéra v USA | Premiéra v ČR   | Premiéra v ČR   |
| Řada | Díly | První díl       | Poslední díl   | První díl       | Poslední díl    |
| ---- | ---- | --------------- | -------------- | --------------- | --------------- |
| 1    | 10   | 13. června 2012 | 8. srpna 2012  | 3. ledna 2013   | 3. února 2013   |
| 2    | 15   | 28. ledna 2013  | 15. dubna 2013 | 14. května 2014 | 3. června 2014  |
| 3    | 15   | 24. února 2014  | 22. září 2014  | nebylo vysíláno | nebylo vysíláno |

## Spojitost
Nový seriál je pokračování toho původního po dvacetileté přestávce, během níž postavy a jejich vztahy pokračovaly neviditelně dál až do dnešních dnů. Do nové verze však nejsou zahrnuty události z filmů Dallas: J. R. se vrací a Dallas: Válka Ewingů. Místo toho nalezneme znaky, které se vyvinuly za posledních 20 let. Cynthia Cidre potvrdila, že nový seriál nezačíná od místa, kde skončily televizní filmy, protože filmy se snažily vyřešit spiknutí během dvou hodin. Seriál navazuje přímo na konec 14. série, přičemž jsou vývoj a následky přeneseny do roku 2012.